# 과학적 사회주의

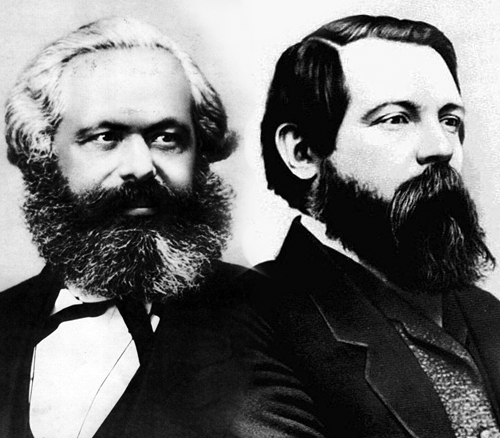

과학적 사회주의(科學的社會主義; 독일어: Wissenschaftlicher Sozialismus, 영어: Scientific Socialism)는 마르크스주의가 스스로를 나타내는 표현으로, 프리드리히 엥겔스가 사용하였다.
마르크스주의는 사회의 발전을 결함의 발전으로서 과학적으로 분석하고, 자본주의 사회의 내부적 결함에 의한 붕괴와 프롤레타리아의 역사적 사명에 관한 방향을 제시했다. 공상적 사회주의와 근본적으로 다른 점은 자본주의 결함을 극복할 가능성을 프롤레타리아 자신 속에서 계급 투쟁의 필요성만으로 보았다는 데 있다.
마르크스는 여러 저작을 통해 공상적 사회주의를 비판하였다. 하지만 스스로 '과학적 사회주의'라는 표현을 사용하지는 않았다.
과학적 사회주의의 대표적인 방법으로는 역사 유물론(Historical Materialism)이 있다.

## 명칭에 대한 비판
1896년 안토니오 라브리올라(Antonio Labriola)교수는 《공산당 선언을 기념하여, 유물론적 역사관에 대한 평가》(In memoria del Manifesto dei Communisti. Saggi intorno alla concezione materialistica della storia. I)를 통해, 과학적 사회주의라는 표현보다는 비판적 사회주의라는 표현을 지지한다. 여기에 대한 이유들 중 대표적인 것으로서, 잉여 가치가 발생시킬 수 있는 계급 투쟁이 과학적인 차원보다는 윤리적인 차원에서 이뤄지며, 이러한 경향성은 역사적으로 기계적 운동보다는 사회의 요청을 통해서 발생할 수 있다고 판단했기 때문이다. 이러한 생각은 후에 에두아르트 베른슈타인(Eduard Bernstein) 등의 개혁적 사회주의자들에 의해 계승된다.

## 같이 보기
- 오가스
- 사회과학
- 중국 특색 사회주의
- 과학적 발전관
- 시아드 바레

## 참고 자료
- 이 문서에는 다음커뮤니케이션(현 카카오)에서 GFDL 또는 CC-SA 라이선스로 배포한 글로벌 세계대백과사전의 내용을 기초로 작성된 글이 포함되어 있습니다.